# São Gonçalo (Rio de Janeiro)
São Gonçalo é um município brasileiro do estado do Rio de Janeiro, na Região Sudeste do País. Localiza-se no Leste Fluminense, na Região Metropolitana do Rio de Janeiro, estando situado a 25 km da capital fluminense e fazendo limites terrestres com os municípios de Niterói, Maricá e Itaboraí, e limite marítimo, pela Baía de Guanabara, com a capital, Rio de Janeiro.
Sua população de acordo com a estimativa do IBGE para 2024 é de 960.652 habitantes, sendo assim o segundo município mais populoso do estado, atrás apenas da capital do estado, o Município mais populoso do Leste Fluminense, e o 17° mais populoso do País. Também é considerado o 3º município não capital mais populoso do País, a 6º cidade mais populosa da Região Sudeste e o 55º mais populoso do continente americano. Encontra-se a 22º49'37" de latitude sul e 43º03'14" de longitude oeste, a uma altitude de dezenove metros. Seu atual prefeito é Capitão Nelson.
Tendo o Rodo e Alcântara como duas das principais centralidades da metrópole do Rio de Janeiro, São Gonçalo não apenas fornece mão-de-obra para as cidades de Niterói e Rio de Janeiro, mas também exerce um importante papel como atrator na região, absorvendo, juntamente com Niterói, mão-de-obra de todos os sete municípios do Leste Metropolitano - Niterói e São Gonçalo são, desse modo, núcleos regionais dessa porção da metrópole.

## História

### Século XVI
No século XVI, quando chegaram os primeiros europeus à região, a mesma era habitada pelos tupinambás, que fariam parte futuramente da Confederação dos Tamoios. Resquícios arqueológicos indicam que um local especialmente habitado pelos tupinambás no município era a ilha de Itaóca. O litoral fluminense, bem como São Gonçalo, foi palco, no século XVI, da revolta conhecida como Confederação dos Tamoios, que uniu as tribos Tupinambás, Tupiniquins, Aimorés e Temiminós e os colonizadores franceses contra os portugueses.[carece de fontes?]
O fim da revolta se deu com o fortalecimento da colonização portuguesa, com os portugueses se lançando sobre as aldeias indígenas, matando e escravizando a população. Em 1567, com a chegada de reforços para o capitão-mor português Estácio de Sá, que fundara, dois anos antes, a vila de São Sebastião do Rio de Janeiro, iniciou-se a etapa final de expulsão dos franceses e de seus aliados tamoios da Baía de Guanabara, tendo lugar a dizimação final dos tupinambás da região. Os tupinambás se retiraram da região da atual cidade do Rio de Janeiro primeiramente em direção à Baía de Guanabara e, posteriormente, em direção a Cabo Frio.[carece de fontes?]
Em 6 de abril de 1579 — a data é polêmica, pois há historiadores não aceitam o Documento de Cessão da Sesmaria existente, preferindo o relato de Luiz Palmier em seu livro "São Gonçalo Cinquentenário" — o nobre Gonçalo Gonçalves recebeu, do governador da Capitania do Rio de Janeiro, a sesmaria localizada às margens do rio Imboaçu, com o dever de construir uma capela e um povoado no período de três anos. Ele construiu uma capela com o santo de sua devoção, São Gonçalo de Amarante. Presume-se que o local tenha sido onde hoje está a Igreja Matriz de São Gonçalo, no bairro Zé Garoto. A Praça Professora Estephanea de Carvalho, localizada no bairro Zé Garoto (alcunha do comerciante filho de imigrantes portugueses Mário Alves de Azevedo), para alguns seria o marco-zero da cidade, pois a Vila de São Gonçalo existia onde agora está a cidade.[carece de fontes?]

### Século XVII
O povoamento europeu de São Gonçalo, iniciado no final do século XVI, foi liderado por sacerdotes jesuítas, que, no começo do século XVII, instalaram uma fazenda na área conhecida como Colubandê, às margens da atual rodovia RJ-104. A sede da fazenda foi preservada até 2012, quando deixou de ser a sede do Batalhão de Polícia Florestal da Polícia Militar do Estado do Rio de Janeiro. Essa fazenda existe até hoje e é um ponto turístico de São Gonçalo, embora atualmente, encontra-se abandonada e tem sido alvo de depredação.[carece de fontes?]
Em 26 de outubro de 1644, foi criada a freguesia. Em 10 de fevereiro de 1647, foi dada a confirmação da freguesia. Segundo registros da época, a localidade-sede ocupava uma área de 52 km², com aproximadamente 6 000 habitantes, sendo transformada em freguesia. Visando à facilidade de comunicação, a sede da sesmaria foi, posteriormente, transferida para as margens do Rio Imboaçu, onde foi construída uma segunda capela, monumento atualmente restaurado. O conjunto de marcos históricos remanescentes do século XVII inclui a Fazenda Nossa Senhora da Boa Esperança, em Ipiiba e a propriedade do capitão Miguel Frias de Vasconcelos, no Engenho Pequeno. A Capela de São João, em Porto do Gradim e a Fazenda da Luz, em Itaóca, são algumas lembranças do passado colonial em São Gonçalo.[carece de fontes?]
Em 1660-1661, os senhores de engenho de São Gonçalo e Niterói se rebelaram contra a cobrança de taxas relativas à produção de cachaça e marcharam em armas até a cidade do Rio de Janeiro, onde depuseram o governador. Tal episódio ficou conhecido como a Revolta da Cachaça.[carece de fontes?]

### Século XIX

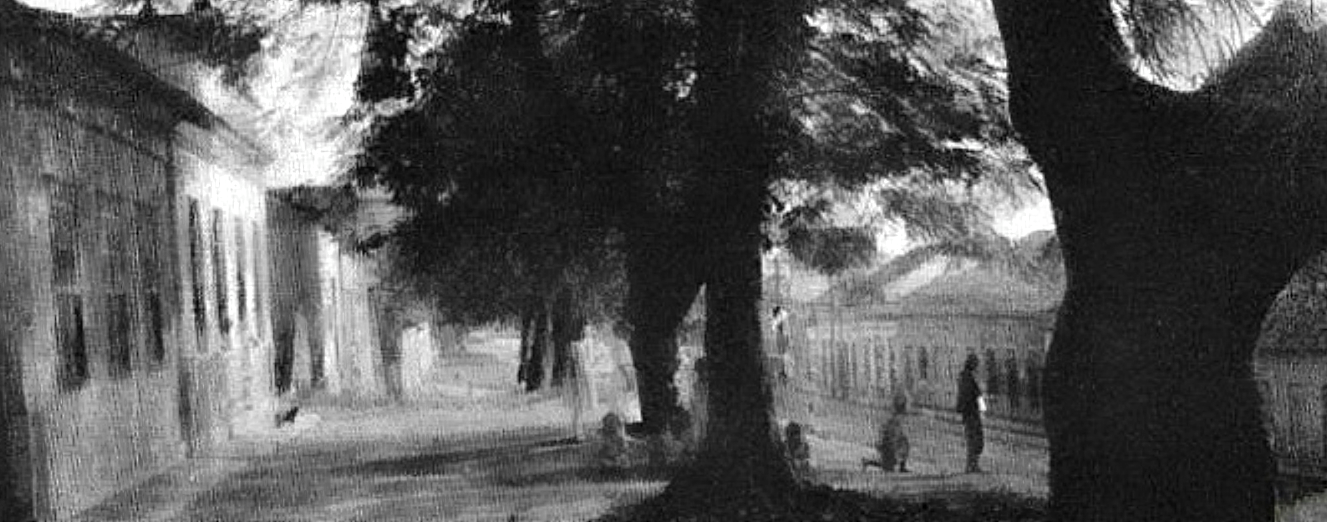
Resquícios do casário do período colonial na Vila de S. Gonçalo, próximos à Igreja Matriz na atual Alameda Pio XII, c. 1922.

Em 10 de maio de 1819, suspendeu-se sua condição de freguesia, tornando-se distrito da Vila de Niterói. Em 1860, trinta engenhos de cana-de-açúcar já estavam exportando açúcar através dos portos de Guaxindiba, Boaçu, Porto Velho e Pontal de São Gonçalo. Dessa época, as fazendas do Engenho Novo e Jacaré (1800), ambas de propriedade do Barão de São Gonçalo, o Cemitério de Pachecos (1842) e a propriedade do Visconde de Beaurepaire-Rohan, na Covanca (1820), são os elementos mais importantes. São Gonçalo contava, até o século XX, com cerca de doze portos que exportavam produtos do estado do Rio de Janeiro para a corte.[carece de fontes?]
Em 22 de setembro de 1890, o Distrito de São Gonçalo foi elevado a vila e município, através do Decreto Estadual 124. Em 1892, o Decreto Um, de 8 de maio, suprimiu o município de São Gonçalo, reincorporando-o a Niterói pelo breve período de sete meses, sendo restaurado pelo Decreto 34, de 7 de dezembro do mesmo ano.[carece de fontes?]

### Século XX

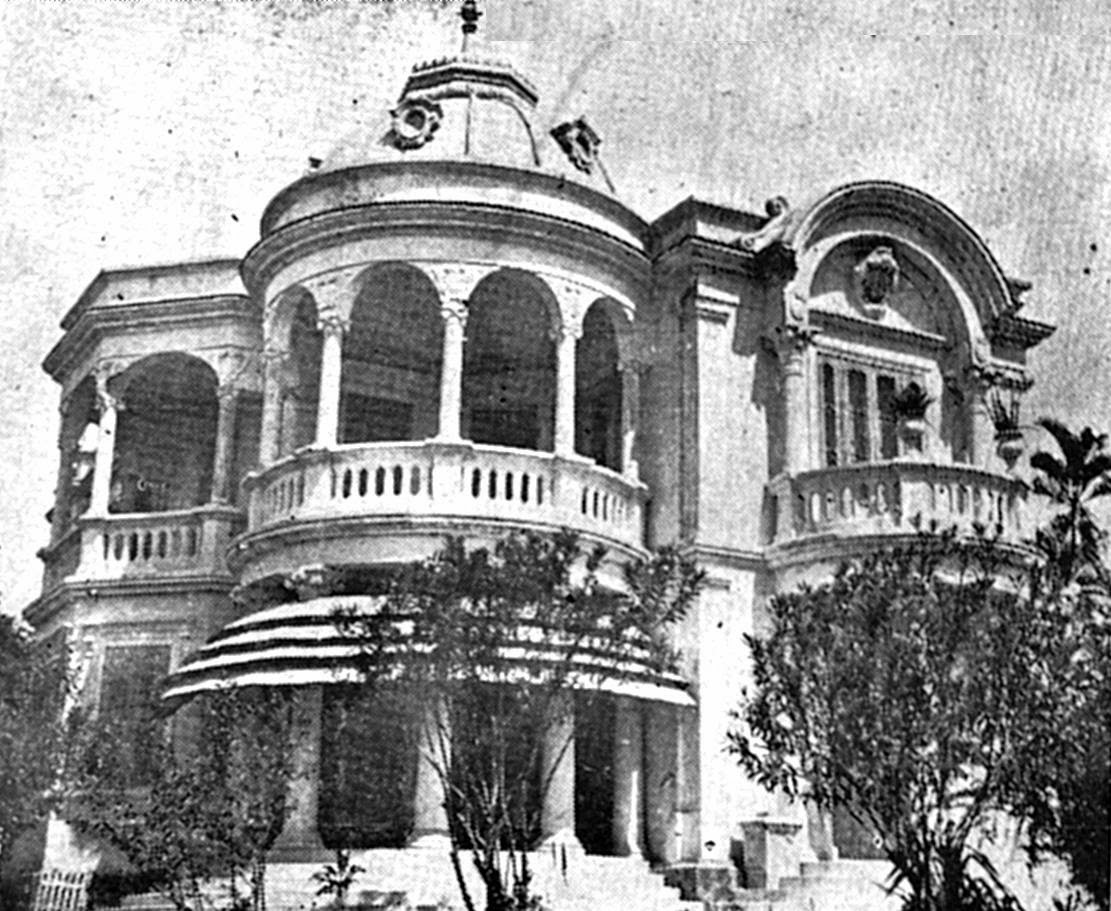
O Palacete do Mimi: prédio histórico do início do século XX que foi derrubado no início do século XXI

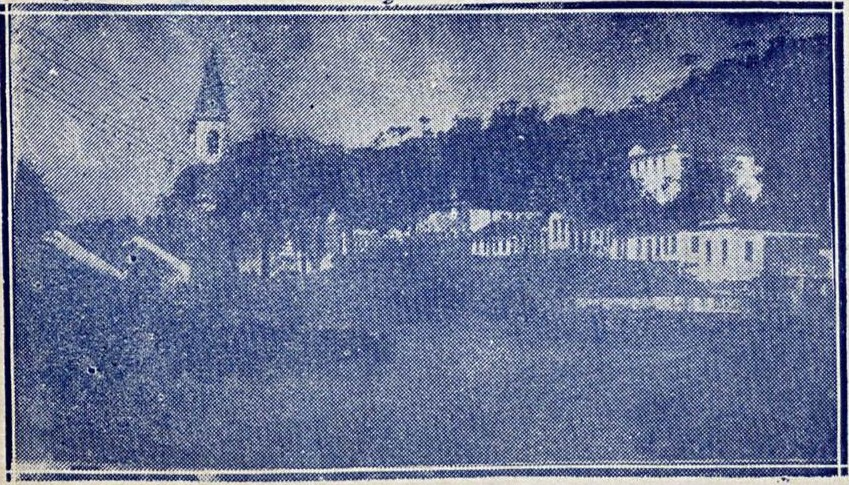
Vista da Vila de São Gonçalo, em matéria de "A Revista", Março de 1922.

Em 1922, o Decreto 1 797 elevou São Gonçalo à categoria de cidade, sendo revogado em 1923, fazendo a cidade baixar à categoria de vila. Finalmente, em 1929, a Lei 2 335, de 27 de dezembro, concedeu a categoria de cidade a todos as sedes do município. Em 1943, ocorre nova divisão territorial no estado do Rio de Janeiro e, dessa vez, São Gonçalo perdeu o distrito de Itaipu para o município de Niterói, restando-lhe apenas cinco distritos, quais sejam: São Gonçalo, Ipiiba, Monjolos, Neves e Sete Pontes, que permanecem até os dias atuais. Nesse mesmo período, nas décadas de 1940 e 1950, iniciou-se a instalação, em grande escala, de grandes fábricas e indústrias em São Gonçalo. Seu parque industrial era o mais importante do estado do Rio de Janeiro, o que lhe valeu o apelido de "Manchester Fluminense".[carece de fontes?]

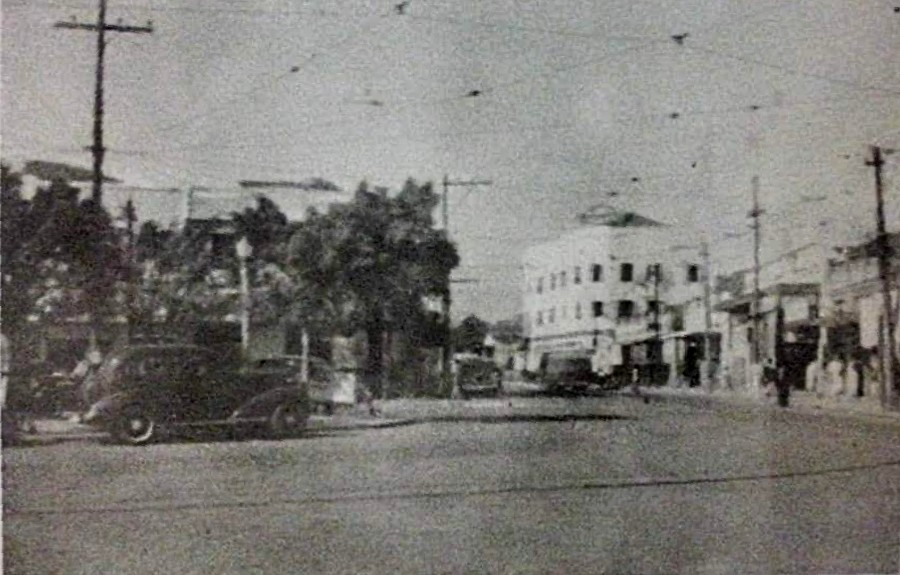
Praça Dr. Luíz Palmier(Praça do Rodo), 1956

São Gonçalo (década de 1970). Arquivo Nacional.

Em 17 de abril de 1925, a Companhia Brasileira de Usinas Metalúrgicas instalou-se no município. Posteriormente, essa usina foi incorporada ao grupo hime, que, além da fundição e da cerâmica, desenvolvia a produção de fósforo da marca S.O.L, com uma fábrica denominada Companhia Brasileira de Fósforo, que funcionava dentro de sua área metalúrgica. O hime, também, mantinha, na Rua Doutor Alberto Torres, uma escola primária, dirigida pelo professor Êneas Silva e uma escola de corte e costura. Criou o Campo do Metalúrgico, que deu grande impulso e incentivo ao esporte no município. A construção de vilas operárias em terras dessa companhia, para seus funcionários, também não pode ser esquecida. Recentemente, o Hime foi adquirido pelo Gerdau.[carece de fontes?]
Em 2 de dezembro de 1937, o gaúcho José Emílio Tarragó fundou, com a razão social Tarragó, Martínez e Cia Ltda., a futura indústria de conservas de peixe Coqueiro. A mudança do nome da empresa deveu-se à mudança do ramo de negócio. A primeira atividade dessa indústria era relacionada à exploração do tamarindo. Ao mudar para o ramo de conservas de peixe, a indústria teve que mudar de nome. A nova empresa prosperou e a marca Coqueiro projetou-se nacional e internacionalmente. Em 1973, a Quaker Oats comprou a fábrica e consolidou a marca Coqueiro, além de ampliar sua liderança no mercado.[carece de fontes?]
Em 9 de fevereiro de 1941, José Augusto Domingues fundou a Fábrica de Artefatos de Cimento Armado, produzindo paralelepípedos e meios-fios. Em 5 de outubro de 1941, instalou-se, no distrito de Neves, a Indústria Reunidas Mauá, que produzia vidros e porcelanas. Em 16 de novembro de 1941, foi fundada a Companhia Vidreira do Brasil. Foi a primeira no Brasil e a maior na América do Sul no fabrico mecânico de vidro plano, com exportação para o Egito, Índia e África do Sul. Com o tempo, mudou de proprietários e de nome para Vidrobrás e, atualmente, Electrovidro. A matéria-prima dessa indústria provinha de Maricá. Em 22 de novembro de 1941, instalou-se a Fábrica de Enlatados de Sardinha Netuno, próxima ao Porto do Gradim. Em 10 de maio de 1942, foi fundada a Fábrica de Fogos Santo Antônio, localizada na Rua Oliveira Botelho, nº 1638, em Neves.[carece de fontes?]
No período da Segunda Guerra Mundial, São Gonçalo cresceu de forma meteórica. Com as grandes fazendas sendo desmembradas em sítios e chácaras, mão de obra barata e abundante, grandes áreas, além da proximidade com as então capitais federal (cidade do Rio de Janeiro) e estadual (Niterói), o que facilitava o escoamento da produção, São Gonçalo tornou-se solo fértil ao desenvolvimento.[carece de fontes?]
No governo de Joaquim Lavoura, o município teve sua grande arrancada para a urbanização, com calçamento das principais vias, ligando Niterói a Alcântara, passando pelo importante bairro Parada 40. Lavoura, como é mais conhecido, governou São Gonçalo por três vezes (de 31 de janeiro de 1955 a 20 de janeiro de 1959, de 31 de janeiro de 1963 a 30 de janeiro de 1967 e de 31 de janeiro de 1973 a 12 de agosto de 1975).[carece de fontes?]
São Gonçalo possui um Ceasa, mais conhecido como Ceasa do Colubandê, que é uma das principais fontes de compras da cidade, como atacado e hortifrúti. Fica atrás apenas do bairro do Alcântara, principal lugar de compras de São Gonçalo.[carece de fontes?]

## Geografia

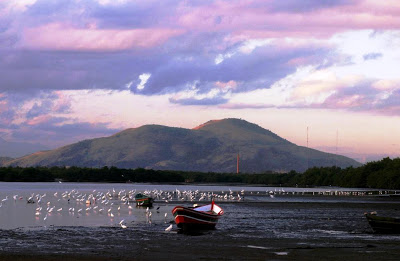
Maciço de Itaúna

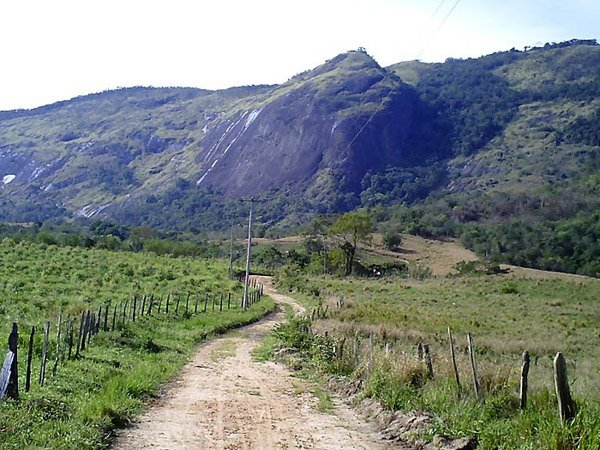
Alto da gaia

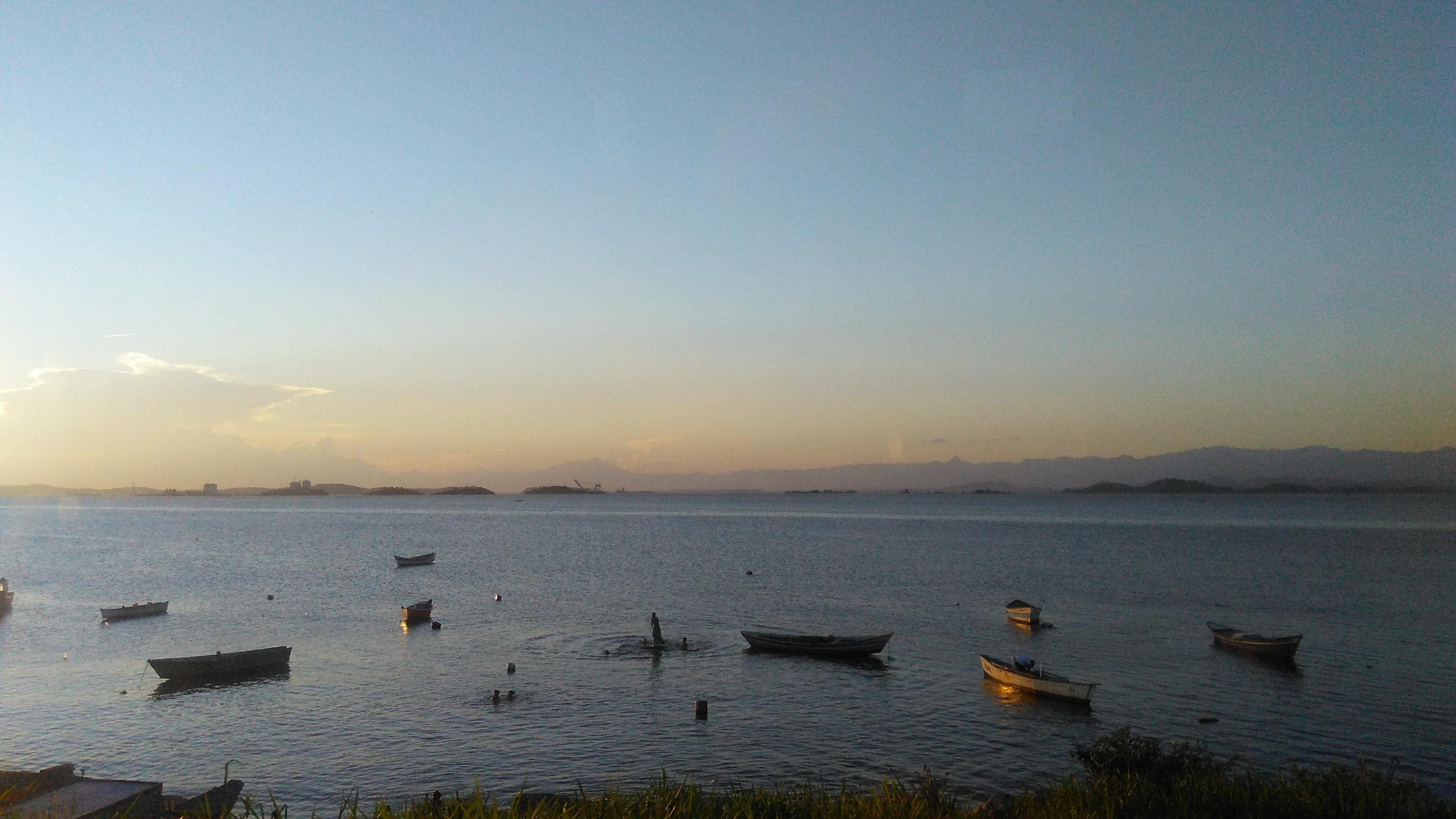
Baía de Guanabara em São Gonçalo, ao Entardecer

De acordo com a divisão regional vigente desde 2017, instituída pelo IBGE, o município pertence às Regiões Geográficas Intermediária e Imediata do Rio de Janeiro. Até então, com a vigência das divisões em microrregiões e mesorregiões, fazia parte da microrregião do Rio de Janeiro, que por sua vez estava incluída na mesorregião Metropolitana do Rio de Janeiro.
A Ilha de Paquetá, pertencente ao bairro homônimo da Zona Central do Rio de Janeiro situado no fundo da Baía de Guanabara, fica próxima ao município de São Gonçalo, sendo de apenas 3,5 km a distância entre a Praia da Imbuca, em Paquetá, e a Praia da Luz, em Itaoca. O relevo é constituído por terrenos cristalinos, divididos em maciços e colinas costeiras. Em São Gonçalo tem o maciço de Itaúna e o alto da gaia, o maciço de Itaúna e visto pela cidade toda, pela sua forma de pico e inconfundível.[carece de fontes?]

### Clima
O clima do Município de São Gonçalo é dos tipos tropical e subtropical, com chuvas de verão e inverno relativamente seco. As temperaturas variam relativamente ao longo do ano, tendo verões quentes e úmidos, com temperatura média de 28 °C, e picos de até 38 a 40 °C. Já o inverno é a época mais agradável na cidade, pois os dias são mais ensolarados e as temperaturas são mais amenas, ficando em média 21 °C durante o dia e 15 °C à noite. No inverno, devido à presença da Massa Polar Atlântica, oriunda da Argentina, as temperaturas durante o dia podem ficar abaixo de 18 °C e ter temperaturas mínimas nas madrugadas próximas a 10 °C.[carece de fontes?]

## Demografia

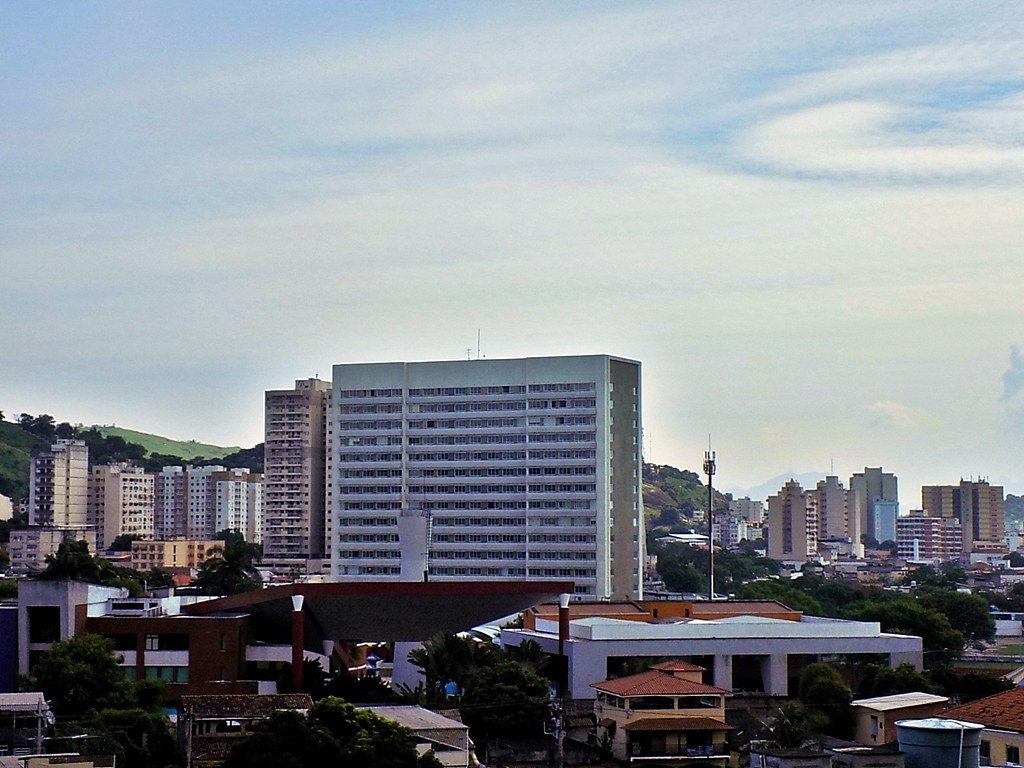
Vista do Centro de São Gonçalo a partir do bairro Estrela do Norte

Entre 2000 e 2010, a população de São Gonçalo cresceu a uma taxa média anual de 1,16%, enquanto no Brasil foi de 1,17%, no mesmo período. Nesta década, a taxa de urbanização do município passou de 100,00% para 99,93%. Em 2010 viviam, no município, 999.728 pessoas, segundo dados de 2010.
Entre 1991 e 2000, a população do município cresceu a uma taxa média anual de 1,49%. Na UF, esta taxa foi de 1,30%, enquanto no Brasil foi de 1,63%, no mesmo período. Na década, a taxa de urbanização do município passou de 100,00% para 100,00%.

### Religião

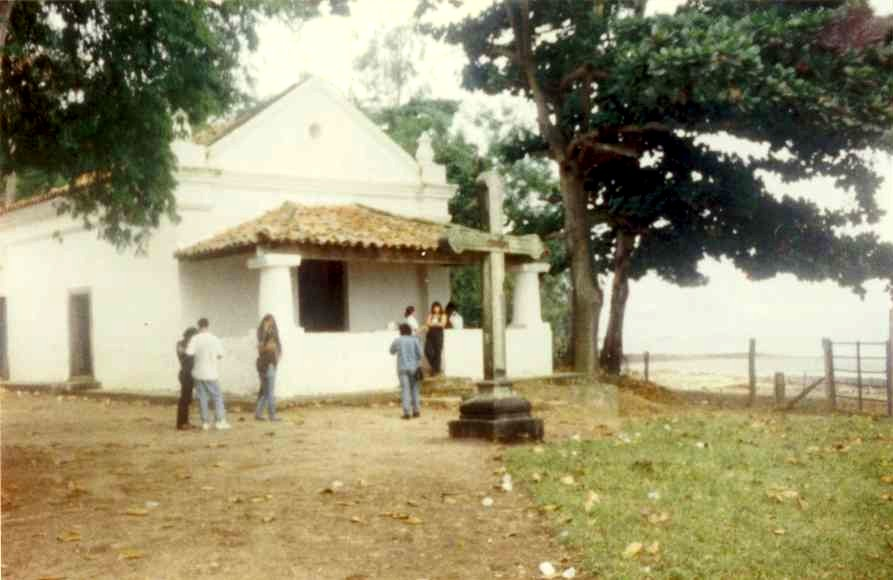
Capela da Luz, da primeira metade do século XVII, no bairro de Itaoca

Em São Gonçalo, é realizado o maior tapete de sal em homenagem ao corpo de Cristo na América Latina. São Gonçalo como a maior parte do Brasil desde seu início é de maioria católica romana mas também é conhecida por ter o maior percentual de população evangélica do Brasil pelo IBGE (a média nacional é de 20%. Especificamente em São Gonçalo, a população evangélica é de 30%). A pioneira foi a Primeira Igreja Batista em São Gonçalo, organizada pelo Rev. Dr. Manoel Avelino de Souza em 1919. Foi também em São Gonçalo, especificamente no distrito de Neves, que foi fundada a Umbanda por Zélio de Moraes. Além disso, há inúmeros templos de candomblé, um em particular ligado a Mãe Menininha do Gantois.[carece de fontes?]
Segundo o censo brasileiro de 2022, a composição religiosa da cidade era de 35,21% católica, 35,59% evangélica ou protestante, 2,34% espírita, 2,83% umbandista ou candomblecista, 0,02% religião tradicional, 5,4% outra religião, 18,33% irreligiosa, 0,04% desconhecida e 0,24% não declarada.

## Subdivisões
A cidade de São Gonçalo é dividida por cinco distritos, são eles:
- Vista do Bairro de Alcântara a partir do Shopping Pátio Alcântara1º Distrito: São Gonçalo (sede)

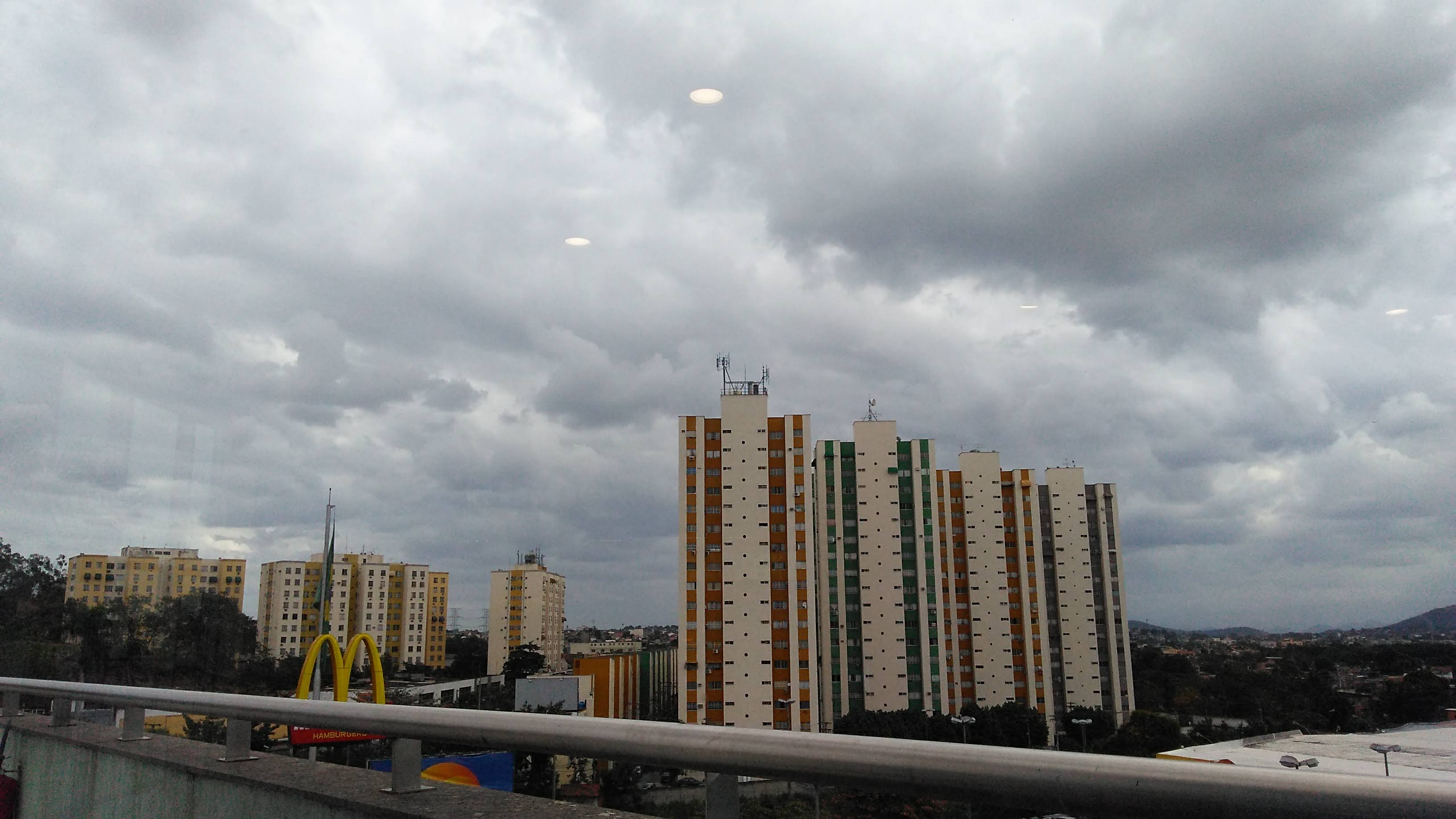
Vista do Bairro de Alcântara a partir do Shopping Pátio Alcântara

Delimitado pelos rios Imboaçú e Alcântara, este distrito deu origem a dois outros a partir de seu desmembramento; o primeiro, em 1920, resultou na criação do distrito de Neves, e o segundo, em 1938, na criação do distrito de Monjolos. Enquanto sede do município, foi denominado como "Vila" durante muitos anos, até que em 28 de janeiro de 1944, passou a 1º Distrito pelo Decreto-Lei Estadual 1.063.
- 2º Distrito: Ipiiba

Marcado pela atividade agrícola tradicional, tem como origem a freguesia de Nossa Senhora da Conceição de Cordeiro, criada pela Lei 311, de 4 de abril de 1844 e incorporada a São Gonçalo em 22 de setembro de 1890. No ano de 1911, a freguesia passou a ser chamada de Cordeiro apenas, e de Cordeiros a partir de março de 1938. Em dezembro do mesmo ano, o Decreto-Lei Estadual 641 altera o nome para José Mariano. Por fim, através do Decreto- Lei Estadual 1.056, de 31 de dezembro de 1943, assume o corrente nome: Ipiíba (e torna-se o segundo distrito através do Decreto-Lei Estadual 1.063, de 28 de janeiro de 1944.
- 3º Distrito: Monjolos

O distrito foi criado pelo Decreto-Lei Estadual 641, em 15 de dezembro de 1938, após o desmembramento do Distrito de São Gonçalo, e passa a 3º distrito através do Decreto-Lei Estadual 1063, de 28 de janeiro de 1944. Componente deste distrito, o bairro Jardim Catarina é, atualmente, o maior loteamento da América Latina.
- 4º Distrito: Neves

Este importante distrito forma o corredor viário que liga os acessos às cidades de Niterói e Rio de Janeiro a São Gonçalo. Foi criado através do Decreto- Lei Estadual 1.679, de 20 de dezembro de 1920, após o desmembramento do Distrito de São Gonçalo (sede), sendo designado como 4º Distrito pelo Decreto – Lei Estadual 1.063, de 28 de janeiro de 1944.
- 5º Distrito: Sete Pontes

O local foi designado como 5º Distrito através do Decreto-Lei Estadual 1063, de 28 de janeiro de 1944. Bem como o Distrito de Neves, o 5º Distrito compõe o corredor viário que nos liga ao Rio de Janeiro e a Niterói. Vale destacar que a ponte construída, "Ponte Paraguai", foi a primeira de concreto armado na América Latina.

## Infraestrutura

### Educação
A cidade possui um campus universitário que se destaca: a Faculdade de Formação de Professores da Universidade do Estado do Rio de Janeiro. Este é o maior polo especializado do estado em formação de professores, tendo como resultado mais visível a enorme quantidade de aprovados nos concursos públicos por todo o Brasil.[carece de fontes?]
Foi criado, no Gradim, o Polo da Universidade Aberta do Brasil, que, no Consórcio Centro de Educação a Distância do Estado do Rio de Janeiro, tem cursos da Universidade Federal Fluminense (ciências da computação e matemática), Universidade Federal do Rio de Janeiro (química e física) Universidade Federal Rural do Rio de Janeiro (administração e turismo).[carece de fontes?]

### Transportes
A ligação de São Gonçalo com os outros municípios se faz por ônibus, provenientes das seguintes empresas: Rio Ita (Rio Ita, Fagundes, Tanguá, Rio Minho, Expresso Rio de Janeiro e Tanguaense); Mauá (Viação Mauá, ABC, Icaraí e Alcântara); Viação Galo Branco (Galo Branco e Estrela); Auto Viação 1001, Viação Teresópolis, Coesa; Nossa Senhora do Amparo, Ingá (Rosana), Rio Ouro e Viação Asa Branca.[carece de fontes?]
A secretaria estadual do Ambiente e de Transporte estudam a viabilidade da instalação de um terminal hidroviário em São Gonçalo, medida esta que possibilitaria a ligação via barcas entre o município e a Praça XV, na cidade do Rio de Janeiro. O objetivo das medidas é oferecer soluções a curto prazo para a melhoria dos serviços prestados pela CCR Barcas, em especial na linha Rio-Niterói, na medida em que mais da metade dos passageiros dessa linha são oriundos de São Gonçalo. O outro impacto positivo dessa medida seria desafogar trânsito entre Niterói e São Gonçalo, pois metade das linhas de ônibus de São Gonçalo fazem ligação para Niterói, sendo que a metade desses passageiros visam a fazer a travessia para a cidade do Rio, e, por sua vez, metade das ônibus que possuem ponto final no Terminal Rodoviário João Goulart no Centro de Niterói fazem ligação com os bairros de São Gonçalo.
Em princípio, a estação de São Gonçalo ficaria no bairro do Gradim, mas estudos já realizados mostraram que só a dragagem da margem da Baía da Guanabara na região exigiria investimentos de mais de 40 000 000 de reais, enquanto que o terreno próximo ao Piscinão de São Gonçalo, na foz do Rio Imboaçu, próximo ao Piscinão de São Gonçalo,  ofereceria uma alternativa mais viável.

## Economia

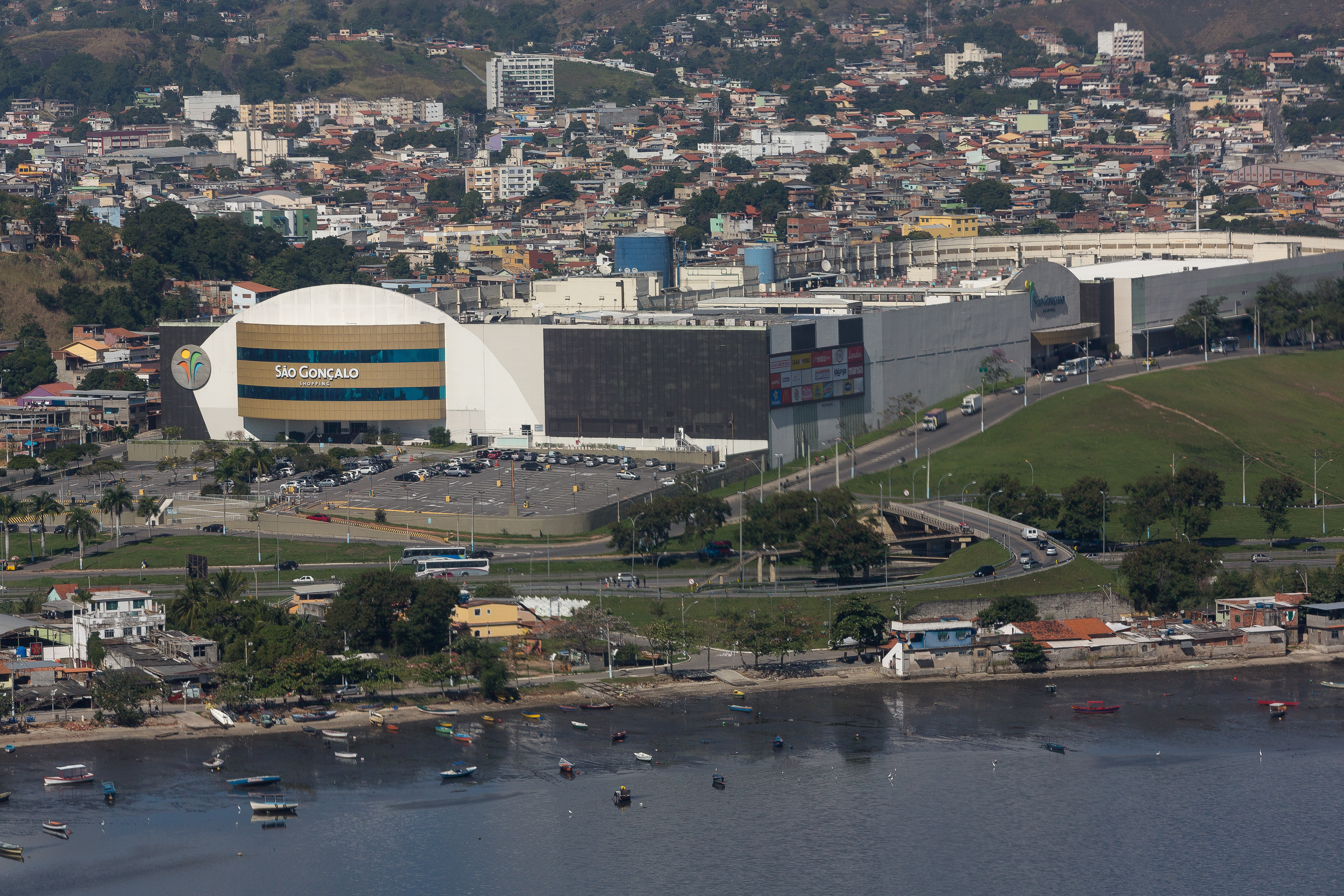
Foto aérea da BR-101 (Rodovia Niterói-Manilha) no bairro Boa Vista, com destaque para o São Gonçalo Shopping

Além das grandes redes e centros comerciais, São Gonçalo abriga um dinâmico comércio local com inúmeras lojas de rua e mercados que refletem a diversidade cultural e econômica da cidade. Esses estabelecimentos oferecem desde produtos artesanais até itens de última tecnologia, sustentando uma economia vibrante e acessível aos seus moradores. Importante destacar também a realização de feiras livres, como a tradicional Feira de São Gonçalo, que oferece produtos frescos e regionais, fortalecendo a economia local e o empreendedorismo. Esta diversidade de opções faz do comércio uma das principais fontes de emprego e de renda na região, interligando São Gonçalo economicamente com outras áreas do estado do Rio de Janeiro através de rotas como a Rodovia Niterói-Manilha.

### Turismo

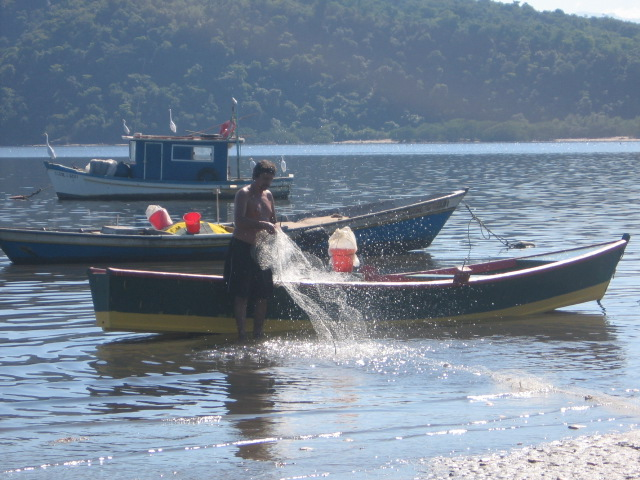
Pescador na Praia das Pedrinhas, no bairro Boa Vista

O turismo na cidade não é muito grande em comparação a cidades vizinhas, como Niterói e Rio de Janeiro, muito em questão dos poucos pontos turísticos na cidade. Além disso, muitos gonçalenses criticam a má preservação da prefeitura da cidade com relação aos pontos turísticos. A Fazenda do Colubandê, por exemplo, é considerada abandonada pelos moradores após a saída da 7ºBPM do local. Em 2015, a Fazenda foi saqueada, perdendo monumentos  e objetos históricos.

## Cultura

### Esporte
A cidade de São Gonçalo tem 3 clubes de futebol, Gonçalense Futebol Clube , São Gonçalo Futebol clube e São Gonçalo Esporte Clube. O Gonçalense Futebol Clube e São Gonçalo Futebol Clube disputam a segunda divisão do Campeonato do Rio de Janeiro. Já o São Gonçalo Esporte Clube disputa a terceira divisão do Campeonato do Rio de Janeiro. Em 2014, o Gonçalense Futebol Clube anunciou a construção de um estádio, o Catarinão, com capacidade prevista para 43 mil lugares. Porém, por motivos internos, a construção não foi concluída. Atualmente, o estádio possui uma capacidade de 18.000 lugares, porém recebe apenas jogos de categorias de base do time.

### Datas comemorativas
São Gonçalo tem duas datas comemorativas: a primeira é o aniversário da emancipação do município, que é comemorado no dia 22 de setembro, quando é realizado o desfile cívico no Centro; a segunda é o dia 10 de janeiro, em homenagem ao padroeiro do município, São Gonçalo de Amarante, na Igreja Matriz.